# Беркетов, Александр Николаевич
Алекса́ндр Никола́евич Берке́тов (24 декабря 1975, Волгоград — 1 июня 2022, Санкт-Петербург) — российский футболист, защитник; тренер.

## Биография

### Клубная карьера
Воспитанник спортшколы «Ротора». Начинал играть в футбол в ДЮСШ № 11 Тракторозаводского района Волгограда. В 8-м классе перешёл в Училище олимпийского резерва. В 1992 году был в составе камышинского «Текстильщика». За основную команду провёл один матч — 14 ноября в игре 1/8 Кубка России против «Торпедо» Москва (1:3) вышел на замену на 58-й минуте. В 1993 году подписал контракт с «Ротором», двукратный призёр чемпионатов России. В июле 2001 года подписал контракт с ЦСКА. Получил золотую медаль за чемпионство в составе ЦСКА в 2003 году, однако на поле в том сезоне выходил лишь в играх дубля, после чего завершил карьеру.
По мнению директора «Ротора» Рохуса Шоха, Беркетов был талантливым игроком, который, однако, «не раскрыл себя в футболе даже на 30 %».

### Тренерская карьера
До 2011 года был членом тренерского штаба «Ростова». Проходил обучение в ВШТ. С июля 2011 года — тренер «Химок». С июля 2012 года — старший тренер минского «Динамо». С 2013 года работал в «Роторе»: был спортивным директором клуба, а также входил в тренерский штаб. Летом 2015 года стал тренером клуба «Луч-Энергия». В феврале 2016 года вошёл в тренерский штаб «Зенита-2». Летом 2017 года покинул команду.

## Достижения

### Командные
- Чемпион России: 2003
- Серебряный призёр чемпионата России (2): 1997, 2002
- Бронзовый призёр чемпионата России: 1996
- Обладатель Кубка России: 2001/02
- Финалист Кубка России: 1994/95
- Финалист Кубка Интертото: 1996

### Личные
- В списках 33 лучших футболистов чемпионата России (2): № 2 (1996, 1997)

## Смерть
Умер 1 июня 2022 года во время телефонного разговора по причине оторвавшегося тромба.